# Carlos García Pierna
Pour les articles homonymes, voir Carlos García et García.
Carlos García Pierna (né le 23 juillet 1999 à Tres Cantos) est un coureur cycliste espagnol, membre de l'équipe Burgos Burpellet BH.

## Biographie

### Débuts et carrière amateur
Né le 23 juillet 1999 à Tres Cantos, Carlos García Pierna est le fils de Félix García Casas, cycliste professionnel de 1993 à 2003. Son frère aîné Raúl García Pierna pratique également ce sport en compétition. Après avoir joué au football, il commence sérieusement le cyclisme vers 2014, à l'âge de 15 ans. Petit gabarit, il est considéré comme un pur grimpeur,. 
En 2016, il intègre l'équipe de la Fondation Contador, née de l'initiative du champion espagnol Alberto Contador, où il se fait remarquer par ses qualités de grimpeur. L'année suivante, il remporte notamment le Trophée Víctor Cabedo, courses par étapes du calendrier national junior. Il termine par ailleurs septième du Tour du Valromey, épreuve d'envergure internationale. 
En 2018, il reste dans l'équipe de la Fondation Contador, renommée Polartec-Kometa, qui crée dans le même temps une équipe continentale. Alors qu'il n'est encore âgé que de 18 ans, il se révèle véritablement aux yeux des suiveurs espagnols en terminant quatrième du Trophée Iberdrola, course réputée du calendrier national, face aux meilleurs amateurs du pays,. Dans les mois qui suivent, il confirme en obtenant diverses places d'honneur sur les courses par étapes : sixième du Tour d'Ávila, huitième du Tour de Navarre et du Tour de Castellón, neuvième du Tour de la province de Valence ou encore dixième du Tour de Salamanque et du Tour de Galice. La même année, il se classe cinquième du championnat d'Espagne espoirs, à Castelló de la Plana. Il participe également avec l'équipe nationale aux championnats d'Europe espoirs, où il abandonne, après avoir connu un problème mécanique.
En 2019, Carlos García Pierna est notamment neuvième du Tour de León et du Tour de Palencia. Il décide ensuite de rejoindre l'équipe amateur de Caja Rural-Seguros RGA en 2020, après cinq saisons passées dans la structure de la Fondation Contador. Durant l'été, il se classe huitième du championnat d'Espagne espoirs puis treizième du Tour d'Italie espoirs. Dans le même temps, il rejoint l'équipe professionnelle de Caja Rural-Seguros RGA en tant que stagiaire.

### Carrière professionnelle
Il passe finalement professionnel au sein de l'équipe Kern Pharma en 2021, en compagnie de son frère cadet Raúl. Sa saison commence en février lors de la Clásica de Almería.

## Palmarès
- 2016
  - 3e du Challenge Montaña Central de Asturias Junior
- 2017
  - Trophée Víctor Cabedo
  - 2e étape de la Vuelta al Besaya (contre-la-montre par équipes)
  - 3e de la Cursa Ciclista del Llobregat
  - 3e de la Gipuzkoa Klasika

## Classements mondiaux
| Année           | 2020   |
| --------------- | ------ |
| UCI Europe Tour | 1 333e |